# Periserica zamboangensis
Periserica zamboangensis är en skalbaggsart som beskrevs av Moser 1917. Periserica zamboangensis ingår i släktet Periserica och familjen Melolonthidae. Inga underarter finns listade i Catalogue of Life.